# Вершино-Биджа
Верши́но-Биджа́ — село в Усть-Абаканском районе Хакасии. Административный центр сельского поселения Вершино-Биджинский сельсовет.

## География
Находится в 38 км к север-западу от райцентра, пгт Усть-Абакан, на автодороге Пригорск — Сорск. Расстояние до города Абакана — 53 км. Рельеф местности — холмистый, севернее — Батенёвский кряж со смешанными (хвойно-лиственными) лесами. В 1 км к от северной окраины села на южном склоне хребта — исток реки Биджи. С юга — степи. В горах находятся богатые залежи известняка. 

## История
Название села происходит от речки Биджи, на которой стоит село (в переводе с хакасского — «жажда»). Биджинские хакасы относились к Ачинской Степной Думе. Предположительно, поселение основано русскими переселенцами в 1736—1740 годах. В годы советской власти село и находящиеся на его базе хозяйства неоднократно разделялись и воссоединялись. Это было связано с делением Биджи на две части, так как по речке проходила административная граница между Усть-Абаканским и Боградским районами. Лишь в 1969 году село окончательно отошло к Усть-Абаканскому району. В годы Великой Отечественной войны в село были эвакуированы несколько семей блокадников из Ленинграда, а также немецкие спецпереселенцы из Поволжья.
На территории Биджинской администрации находится т. н. «Долина царей» (к юго-западу от села) — многочисленные погребальные сооружения (курганы тагарской эпохи, самый большой и известный из которых — Большой Салбыкский курган). 

## Население
| 2002 | 2010  |
| ---- | ----- |
| 1296 | ↘1088 |

Число хозяйств — 483, национальный состав — русские, хакасы, немцы, украинцы и др.

## Инфраструктура
Имеются средняя общеобразовательная школа, библиотека, сельский клуб, памятник воинам-землякам, погибшим в Великой Отечественной войне.

## Экономика
В селе находится сельскохозяйственное предприятие АОЗТ «Биджинский» (бывший совхоз «Октябрьский»).  